# Drăgănești (Neamț)
Drăgănești è un comune della Romania di 1 834 abitanti, ubicato nel distretto di Neamț, nella regione storica della Moldavia. 
Il comune è formato dall'unione di 4 villaggi: Drăgănești, Orțăști, Râșca, Șoimărești.
Drăgănești è divenuto comune autonomo nel 2004, staccandosi dal comune di Brusturi.